# Muhammed Damar
Muhammed Mehmet Damar, né le 9 avril 2004 à Berlin, est un footballeur allemand qui évolue au poste de milieu de terrain au TSG Hoffenheim.

## Biographie

### Carrière en club
Damar passe par les centres de formation du 1. FC Schöneberg, du Hertha Zehlendorf, du Hertha Berlin et de l'Eintracht Francfort. Le 7 juillet 2022, il rejoint le TSG Hoffenheim. Il fait ses débuts professionnels avec Hoffenheim lors d'une défaite 3-1 en Bundesliga face au Borussia Mönchengladbach, le 6 août 2022.
Le 28 août 2023, Damar s'engage en prêt avec le Hanovre 96, évoluant en 2. Bundesliga, pour une saison.
Le 20 août 2024, il part de nouveau en prêt en 2. Bundesliga, cette fois au SV Elversberg.

### En sélection
D'origine turque et né en Allemagne, il est éligible pour représenter les deux pays.
En 2022 et 2023, Damar dispute un total de onze matchs pour les équipes d'Allemagne des moins de 18 ans des moins de 19 ans et des moins de 20 ans, marquant sept buts.

## Palmarès
Hanovre 96 rés.
- Regionalliga Nord (D4)
  - Champion en 2023-2024